# Mark Copani
Marc Copani (7 de noviembre de 1981) es un luchador profesional semirretirado, más conocido por sus apariciones en la World Wrestling Entertainment (WWE) bajo el nombre de Muhammad Hassan. Actualmente lucha en una empresa de lucha independiente conocida como Dynasty Pro Wrestling, desde fines de abril de 2018, luego de estar 13 años retirado de los cuadrilateros de lucha libre profesional.

## Carrera
Aunque es hijo de padre italiano y madre jordana, nació y se crio en Syracuse, Nueva York, donde se graduó en Cicerón-North Syracuse High School en 1998. Uso como nombre Mark Magnus dentro del ring, e hizo su debut en la lucha libre profesional en 2003 en el ex territorio de desarrollo de la WWE, Ohio Valley Wrestling.

### World Wrestling Entertainment (2004-2005)
Hizo su debut televisado en la WWE para Raw como Muhammad Hassan el 13 de diciembre de 2004 en un segmento en el ring con Mick Foley después de unos Dark Matches y mostrando la casa durante unos dos meses con el nombre de Khalid Jama. Después debutó como Muhammad Hassan siendo acompañado por Daivari como su mánager. Cuando recién había debutado de inmediato empezó un feudo con los comentaristas Jim Ross y Jerry Lawler por lo que se enfrentó a Lawler en New Year's Revolution saliendo victorioso. Hassan luego de su debut ganó varios combates en RAW estando incluso invicto derrotando a oponentes como Sgt. Slaughter, The Hurricane, Chris Benoit y Chris Jericho. Hassan se logró clasificar al Royal Rumble Match derrotando a Val Venis en una edición de Raw. Hassan participó en el Royal Rumble 2005 en el cual fue eliminado 6 participantes, pero después junto con Daivari atacaron a Scotty 2 Hotty impidiendo que este entrara al ring. Luego de seguir en buena racha en RAW, en Wrestlemania 21 apareció junto a Daivari reclamando por qué no tenía una lucha en el evento atacando a Eugene pero después fueron atacados por Hulk Hogan. Después en las semanas antes a Backlash atacaron a Shawn Michaels el cual le pidió ayuda a Hogan para combatir frente a Daivari y Hassan, por lo que empezaron un feudo que terminaría en Backlash en el cual fueron derrotados por Michaels y Hogan.
En el mes de mayo lucho contra el campeón Mundial Pesado Batista ganando por descalificación para luego ser atacado por Batista. Debido a esto amenazó con demandar a Eric Bischoff por lo sucedido pero este le dio una oportunidad de luchar contra el Campeón Intercontinental Shelton Benjamin iniciando ambos un feudo teniendo varias oportunidades a su título pero perdiendo, entre esas de una manera polémica ya que inicialmente había ganado. Durante ese feudo también se involucró Chris Jericho que en una oportunidad salvo de un ataque de Hassan y Daivari a Shelton. En Raw Hassan y Daivari fueron derrotados por Benjamin y Jericho. También en la semanas previas a Vengeance reclamo a Bischoff el fraude que había hecho en su lucha contra Benjamin por lo que interrumpió una promo del Campeón de la WWE John Cena por lo que lucharon por aquel campeonato siendo derrotado Hassan en su última lucha en Raw perdiendo así su invicto. Luego el 21 de junio fue transferido de RAW a Smackdown! como parte del Draft. En su debut en SmackDown derrotó a Big Show con ayuda de Matt Morgan. Durante ese periodo participó en un Battle Royal 6-Man Match por el SmackDown! Championship contra Christian, JBL, Chris Benoit, Booker T y Undertaker. Durante esa pelea le pego una cachetada a Undertaker por lo que le salió persiguiendo del ring perdiendo ambos por cuenta de fuera. Debido a aquello empezó un feudo con Undertaker pactándose una lucha en The Great American Bash por una oportunidad al Campeonato Mundial Peso Pesado de la WWE siendo derrotado en la cual fue su última lucha en WWE ya que luego de la lucha Undertaker le aplicó un Last Ride desde la rampa del escenario lesionándole (Kayfabe). Antes de la pelea Hassan dijo que si no derrotaba a Undertaker no volvería aparecer en SmackDown. Finalmente el 21 de septiembre Hassan dejó la empresa para centrar su carrera como actor.

### Regreso a la lucha (2018)
El 28 de abril de 2018, Hassan regresó a la lucha libre profesional por primera vez en 13 años, apareciendo en el evento The Dynasty, "Dynasty King of Thrones", derrotando a Papadon. Hassan regresó a la dinastía derrotando a Bin Hamin por el Campeonato de peso pesado de la dinastía, pero luego dejó vacante el cinturón debido a la incapacidad de hacer shows constantemente por respeto a los fanáticos y la compañía. Regresó a la promoción el 29 de septiembre, derrotando a Sean Carr.

## En lucha
- Movimientos finales
  - Camel Clutch
  - Reverse STO

- Movimientos de firma
  - Back suplex backbreaker
  - Belly to belly suplex
  - Elbow drop
  - Finishing Touch (Spinning front facelock elbow drop)
  - Inside cradle
  - Low blow
  - Snap suplex

- Managers
  - Daivari

## Campeonatos y logros
- Ohio Valley Wrestling
  - OVW Heavyweight Championship (1 vez)[7]